# Vals grassenvulkaantje
Het vals grassenvulkaantje (Stagonospora subseriata) is een schimmel behorend tot de familie Phaeosphaeriaceae.

## Determinatie
De pycnidiën hebben een diameter van 0,1–0,2 mm en zijn globuleus van vorm, zwart van kleur, en kunnen gedeeltelijk of volledig verzonken zijn in het substraat. Ze zijn verspreid over het oppervlak. De conidiën meten 28–38 × 5–6 μm en hebben een cilindrisch-spoelvormige structuur, vaak met 3 of meer septen.

## Verspreiding
In Nederland komt het vals grassenvulkaantje uiterst zeldzaam voor.